# Mosasaurier
Die Mosasaurier (Mosasauridae, „Maasechsen“) waren in der gesamten Oberkreide eine weltweit verbreitete Gruppe meeresbewohnender Reptilien.
Sie gehören wie die heute lebenden Schlangen, Echsen und Doppelschleichen zu den Schuppenkriechtieren (Squamata) und erreichten bis zu 18 Meter Länge. Georges Cuvier erkannte Anfang des 19. Jahrhunderts unter anderem am Fossil von Mosasaurus hoffmannii erstmals in der Wissenschaftsgeschichte, dass die Möglichkeit des Aussterbens von Lebewesen besteht.

## Merkmale
Die Extremitäten der Mosasaurier hatten sich als Anpassung an die aquatile Lebensweise zu Flossen ausgebildet, welche ähnlich einigen anderen fossilen Meeresreptilien die Kennzeichen des Phänomens der Hyperphalangie aufwiesen (überzählige Fingerglieder). Der lange Schwanz hatte am Ende eine hypocerke Flosse, d. h., das Ende der Wirbelsäule biegt sich nach unten und stützt den unteren, größeren Teil der Schwanzflosse. Der langgestreckte Schädel war mit einem sehr kräftigen Kiefer ausgestattet. Im Kiefer von Mosasauriern befanden sich hauptsächlich spitze, meist sehr gleichartige Zähne, doch gab es Ausnahmen wie die Gattung Globidens mit kugelförmigen Brechzähnen. Im mittleren Unterkiefer befand sich ein Gelenk, welches das Öffnen des Maules begünstigte. Mosasaurier hatten viele Wirbel, die sieben Halswirbel stützen zusammen mit den meist 22 Rückenwirbeln und den oft mehr als 100 Schwanzwirbeln den Körper der Mosasaurier. Der Augapfel wird durch einen Ring aus dünnen Knochenplatten um diesen geschützt (Skleralring). Dunkle Spuren (Eumelanin) im fossil erhaltenen Weichgewebe von Mosasaurierfossilien zeigen, dass sie dunkel gefärbt waren und eine helle Bauchseite hatten.
Wie die Ichthyosaurier und Plesiosaurier sollen die Mosasaurier in der Lage gewesen sein, ihre Körpertemperatur auf einem hohen Niveau von 35 bis 39 °C konstant zu halten (Endothermie).

## Lebensweise

### Ernährung

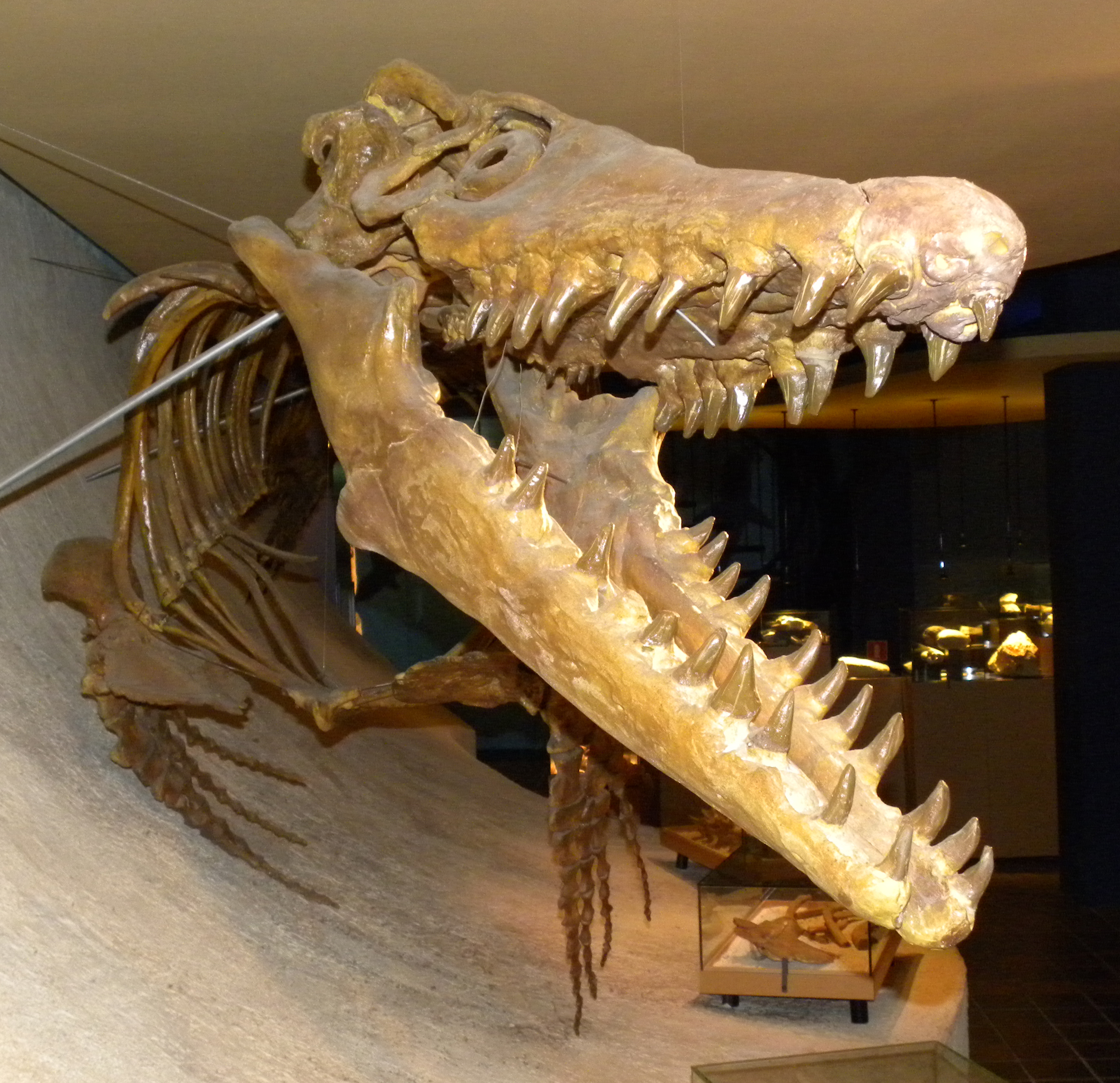
Mosasaurus hoffmannii

Das Gebiss der Mosasaurier lässt darauf schließen, dass sich Mosasaurier speziell von großem Nekton wie größeren Fischen ernährten. Fossilfunde, Körperbau und Ausmaße von Mosasauriern lassen darauf schließen, dass Seevögel (damals etwa Hesperornis) und tieffliegende Flugsaurier gefressen wurden, ebenso dürften diverse Meeresreptilien von Mosasauriern gejagt worden sein (wohl hauptsächlich Jungtiere), außerdem Ammoniten. Nach heutigen Erkenntnissen stellten sie der Beute nicht hetzend nach, sondern erlegten sie in schnellem Überraschungsangriff. Einige Mosasaurier wendeten andere Strategien an, um an andere Nahrung zu kommen. So brachen die Vertreter der Gattung Globidens auf Muschelbänken die Muscheln ab und verzehrten sie, ähnlich den sehr viel früher existenten und zu dieser Zeit nur noch fossil erhaltene Placodontiden.
Die Mosasaurier konnten mit den spitzen Zähnen zwar heftige Attacken starten, doch konnte mit diesen Zähnen die Nahrung nicht zerkleinert werden, daher musste die Beute komplett heruntergeschluckt werden. Durch das Gelenk im Unterkiefer konnte der Kiefer sehr weit geöffnet werden und große Nahrung aufnehmen. Gaumenzähne taten ein weiteres.

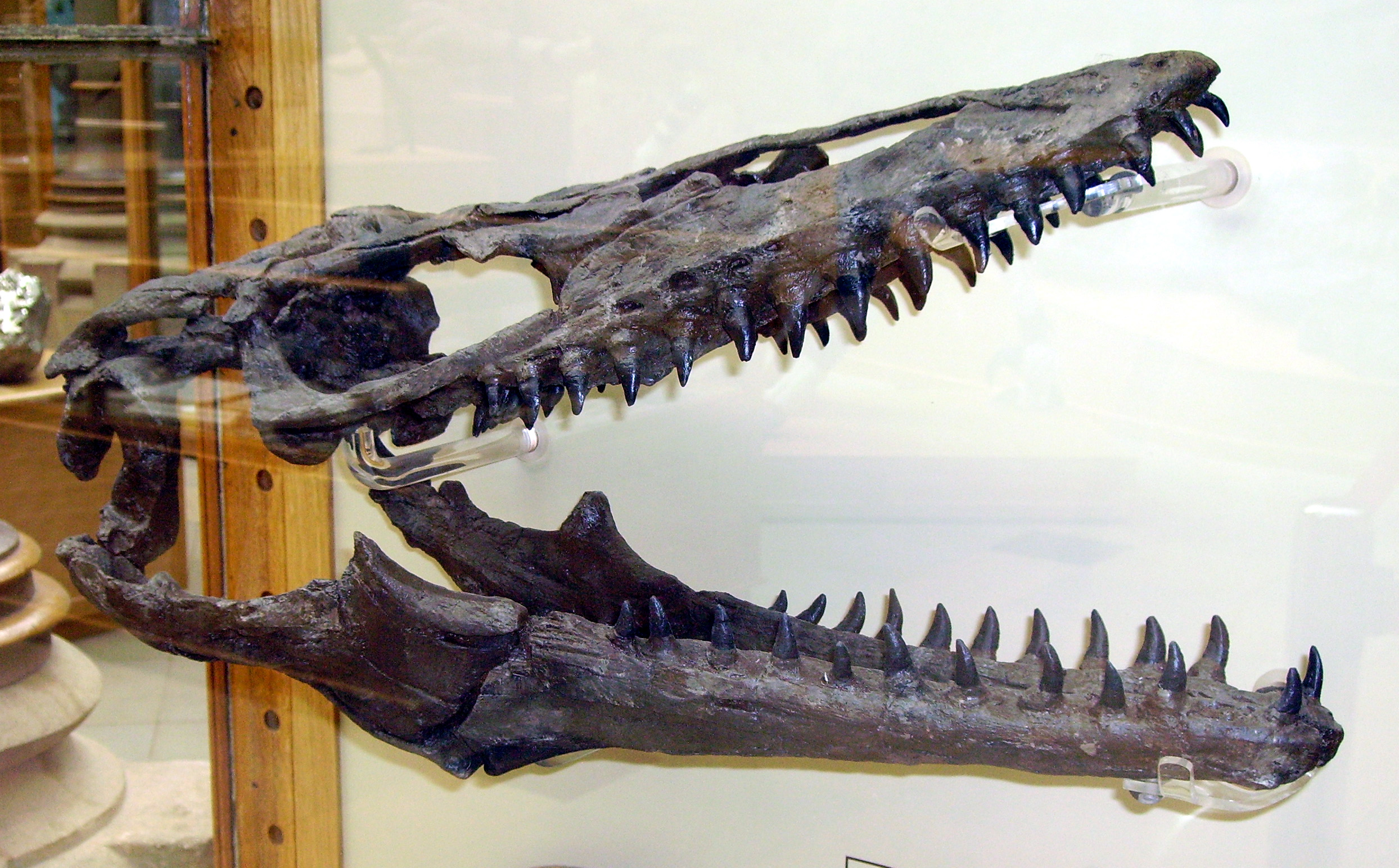
Schädel von Plioplatecarpus primaevus

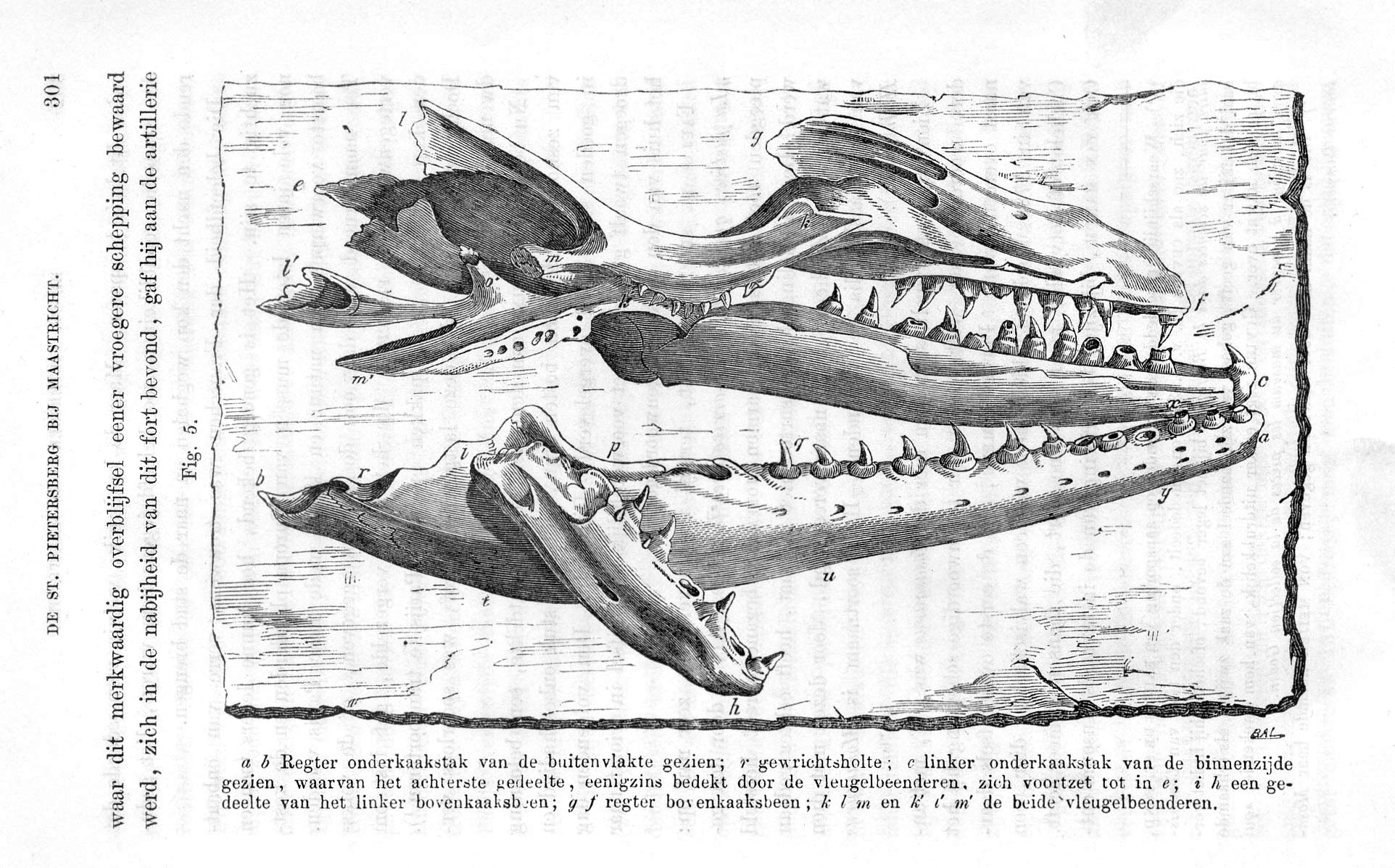
Unterkiefer von Mosasaurus hoffmannii, historische Zeichnung aus dem „Album der natuur“ von 1866

### Fortbewegung
Die großen Extremitäten und die Körperproportionen von Mosasauriern lassen vermuten, dass Mosasaurier ziemlich wendig schwammen. Der Hauptantrieb kam dabei vom kräftigen Ruderschwanz. Bei einer Ausgrabung in Jordanien wurde das Fossil eines Prognathodon gefunden, das eine Schwanzflosse hat, deren längerer Teil nach unten ragt anstatt nach oben wie bei den meisten Haien. Mosasaurier könnten mit dieser Schwanzflosse schneller geschwommen sein als bisher gedacht.

### Fortpflanzung
Seit den Funden von Mosasaurierembryos innerhalb der Körper von ausgewachsenen Tieren und dem Fund eines großen, weichschaligen Eis in marinen Ablagerungen aus der Oberkreide der Antarktis gilt es als wahrscheinlich, dass Mosasaurier ovovivipar (eilebendgebärend) waren. 1996 beschrieb Gorden Bell die fragmentierten Überreste eines Plioplatecarpus, gefunden in South Dakota, die die Knochen von zwei Embryos bargen. 2001 folgte die Beschreibung des Aigialosauriers Carsosaurus, in dessen hinterem Körperteil vier weit entwickelte Embryos lagen. Die Agialosaurier gelten als Vorfahren der Mosasaurier bzw. als deren Schwestergruppe. Die Lage der Embryos zeigte, dass sie wie Wale und Ichthyosaurier mit dem Schwanz voran geboren wurden. Mosasaurierjunge waren bei der Geburt ein bis zwei Meter lang. In der Niobrara-Formation in Kansas wurde eine Ansammlung von sehr jungen Mosasauriern gefunden, deren fossile Überreste in einem Gebiet abgelagert wurden, das zu ihrer Zeit (Campanium bis unteres Coniacium) mehr als 300 km von der nächsten Küste des Western Interior Seaway entfernt lag. Die Tiere sind also wahrscheinlich auf dem offenen Ozean geboren worden.

## Forschungsgeschichte und Fossilfunde
Fossile Nachweise von Mosasaurieren sind interkontinental in großer Vielfalt bekannt. Der erste Fund war 1770 in einem Kalksteinbau bei Maastricht. Durch Truppen während der französischen Revolution kam das Fundstück nach Paris, wo Georges Cuvier es als Echse identifizierte. Eine sehr reichhaltige und mit mehr als einem halben Dutzend an Gattungen auch diverse Fauna an Mosasauriern wurde im Ouled-Abdoun-Becken in Marokko entdeckt. Die Funde datieren in das Maastrichtium.

## Systematik
Die nächsten Verwandten der Mosasaurier sind die kleinen und noch nicht so sehr an ein marines Leben angepassten Aigialosauridae und Dolichosauridae, mit denen sie zusammen das Taxon Mosasauroidea bilden. Die systematische Stellung der Mosasaurier und ihrer näheren Verwandten innerhalb der Schuppenkriechtiere ist bis heute nicht geklärt und nach wie vor umstritten. Während einige Wissenschaftler in den Mosasauroidea relativ nahe Verwandte der Warane (Varanidae) und der Krustenechsen (Helodermatidae) sehen, sind andere der Ansicht, dass es sich bei den Mosasauroidea um die Schwestergruppe der Schlangen handelt. Das Taxon, das Schlangen und Mosasaurier vereint, wird Pythonomorpha genannt.
Innerhalb der Mosasaurier werden die primitiveren Halisaurinae und die fortschrittlicheren Natania unterschieden. Innerhalb der Unterfamilie Mosasaurinae finden sich stark abgewandelte Formen, die z. B. ein Brechgebiss entwickelten und, wie Globidens zu Molluskenfressern wurden oder spezialisierte Ichthyosaurierähnliche Fischfresser, wie Plotosaurus. Der krokodilähnliche Goronyosaurus steht isoliert.
- Mosasauroidea
  - Aigialosaurier (Aigialosauridae)
  - Mosasaurier (Mosasauridae)
    - Goronyosaurus
    - Tethysaurinae[22]
      - Pannoniasaurus
      - Russellosaurus
      - Tethysaurus
      - Yaguarasaurus

    - Halisaurinae
      - Eonatator
      - Halisaurus
      - Phosphorosaurus[23]

    - Natania

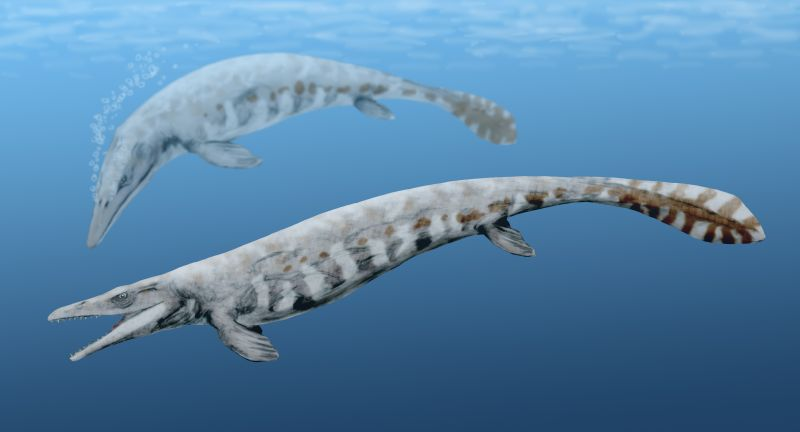
Halisaurus

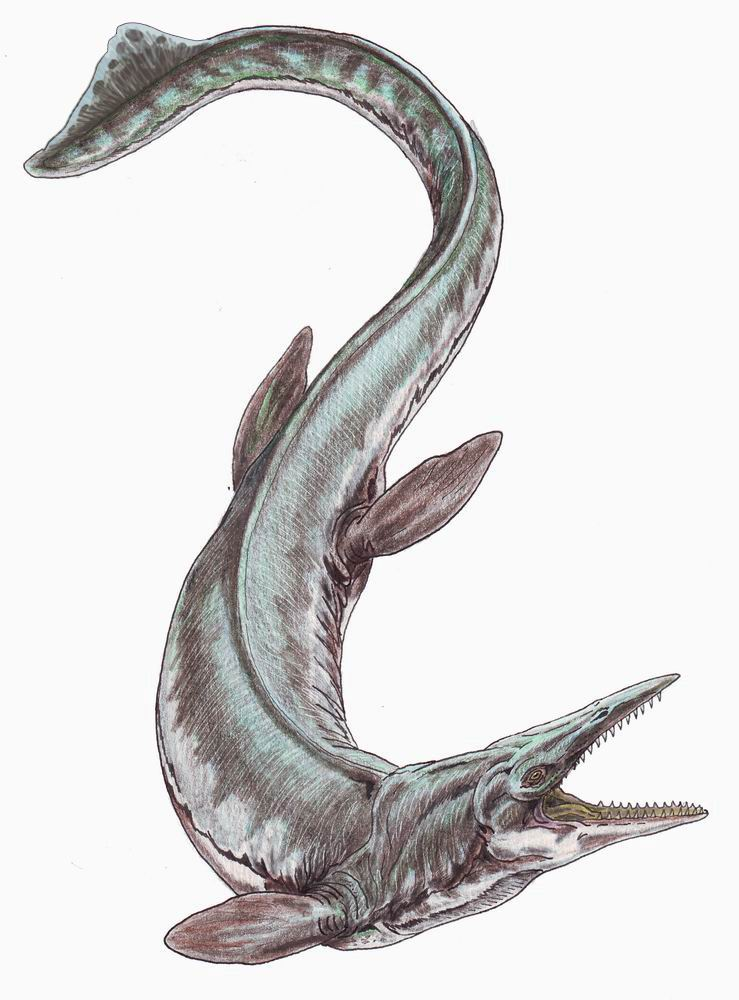
Tylosaurus

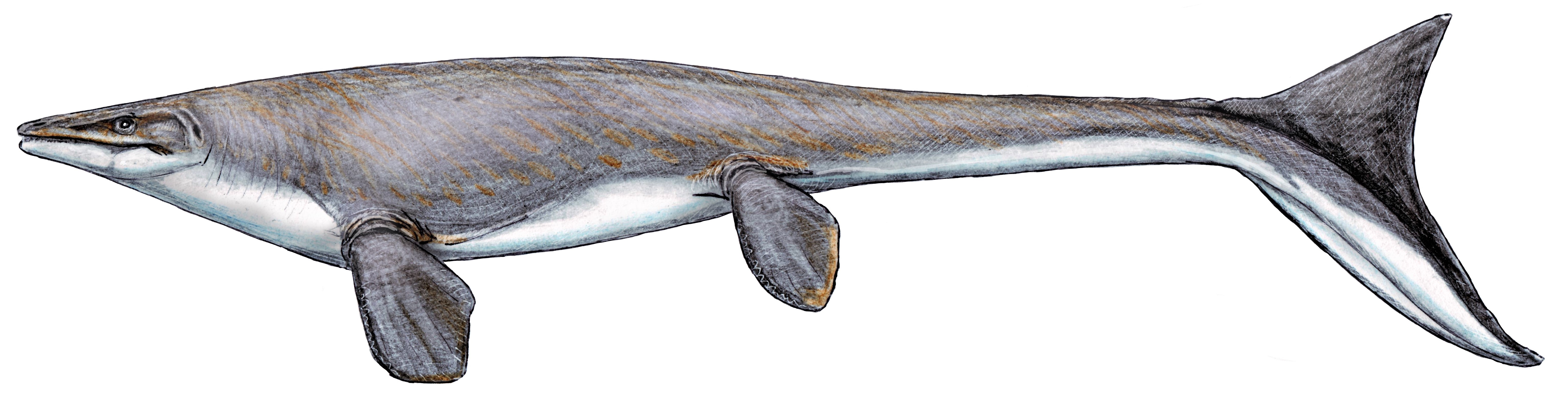
Platecarpus

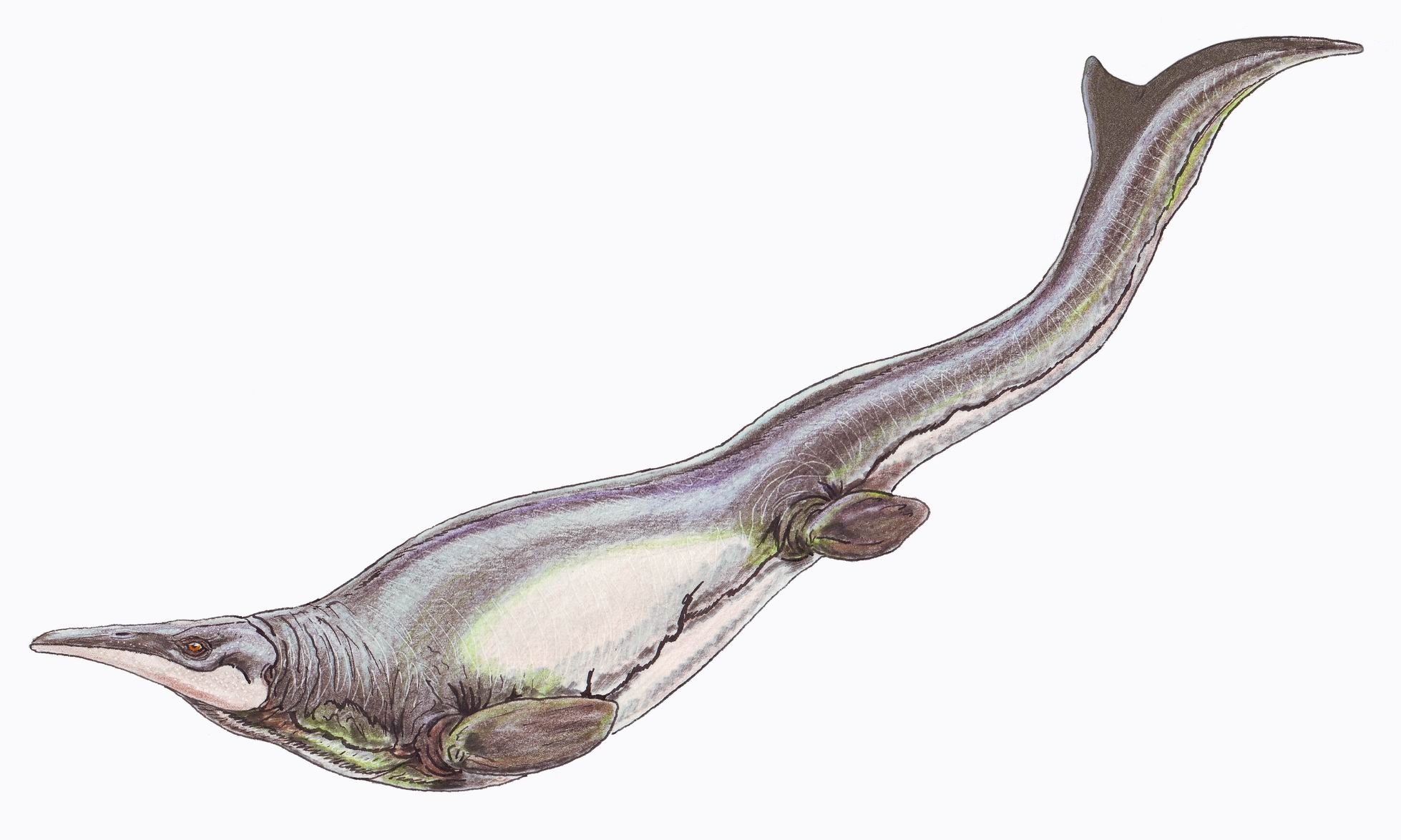
Plotosaurus

      - Plesiotylosaurus, Zuordnung umstritten
      - Prognathodon, Zuordnung umstritten
      - Russelosaurina
        - Tylosaurinae
          - Hainosaurus
          - Taniwhasaurus
          - Tylosaurus

        - Plioplatecarpinae
          - Ectenosaurus[24]
          - Igdamanosaurus
          - Platecarpus
          - Plioplatecarpus
          - Selmasaurus
          - Yaguarasaurus
          - Gavialimimus[25]

      - Mosasaurinae
        - Amphekepubis
        - Eremiasaurus
        - Gnathomortis[26]
        - Moanasaurus
        - Liodon
        - Clidastes
        - Globidensini
          - Xenodens[27]
          - Carinodens
          - Globidens

        - Plotosaurini
          - Mosasaurus
          - Plotosaurus

## Etymologie
Der französisch-belgisch-niederländische Fluss Maas wird im Lateinischen „Mosa“ genannt. Die ersten Fossilien wurden nahe diesem Fluss gefunden, daher der wissenschaftliche Name Mosasauridae, dies bedeutet also „Maasechse“.